# Porphyrinia nuristana
Porphyrinia nuristana là một loài bướm đêm trong họ Noctuidae.